# Clara Porset
Clara María del Carmen Magdalena Porset y Dumas (Cárdenas, Matanzas, 25 de mayo de 1895-Ciudad de México, 17 de mayo de 1981) fue una arquitecta y diseñadora de muebles de nacionalidad cubana-mexicana nacida en Cuba.
En 1941 participó del concurso Organic Design for Home Furnishing organizado por el MOMA de Nueva York ganando uno de los premios en conjunto con su esposo, el muralista mexicano Xavier Guerrero.

## Trayectoria
Clara Porset tuvo una educación poco común para las mujeres de su generación, más aún en el ámbito de influencia hispánica. Hija de los últimos colonos españoles en Cuba, perteneció a una familia con recursos económicos que le permitió recibir una excelente y cosmopolita formación. Realizó sus estudios secundarios en Nueva York, a donde regresaría en 1925 a realizar el bachillerato en Artes de la Universidad de Columbia. Entre 1928 y 1931 estudió arquitectura y diseño de muebles con el arquitecto Henri Rapin en París, haciendo cursos de historia de arquitectura y de arte, así como de teoría de arquitectura en la École de Beaux Arts, de Estética en la Sorbona y cursos de Arte en el Museo del Louvre.
En 1939 regresó a Cuba, donde comenzó a diseñar muebles y a divulgar a través de sus conferencias nuevos conceptos de arquitectura y diseño. Realizó el diseño de muebles para residencias, hospitales, escuelas y clubes de La Habana, entre ellos los de dos casas pilotos del Banco Mendoza.
Su inconformismo, la llevó siempre a nuevos horizontes, nuevos aprendizajes, interesándose por las teorías y prácticas de la Bauhaus, por lo que buscó en el Black Mountain College, en Carolina del Norte, Estados Unidos a Josef Albers con quien estudió diseño básico y de muebles en el verano de 1934. Desde entonces mantendrá una amistad de toda la vida con Albers y su familia, que visitarán México en muchas ocasiones.

## Ideología de diseño

### Inspiración mexicana
Clara Porset cree que no hay separación entre las bellas artes y las artes utilitarias, afirmando que esta separación es una demarcación artificial que solamente llega a existir cuando hay momentos débiles en el proceso cultural. El nacionalismo posrevolucionario en México de la época opta por la exaltación del arte popular y la artesanía como antagonista al trabajo hecho por las máquinas, una rivalidad que Porset menciona:
«Por el momento que atravesamos de paso entre el artesanado y la industrialización urge ya que se movilice en torno a ellos la atención de la gente interesada, para poder crear el clima propicio a su solución [...] cuyo desarrollo tendrá importantes consecuencias en el ascenso del nivel de vida del mexicano, lo mismo que en el de su cultura [...]. Queremos nosotros contribuir, en la medida de nuestras fuerzas a que se establezcan en México las condiciones en que ha de efectuarse la necesaria y beneficiosa ligazón del arte y la industria».
También cree que el ambiente mantiene un papel crítico como factor transformador de una persona, que le puede enseñar a un niño como jugar y que tipo de persona debe ser en el futuro. Por esto, ella tiene mucha preocupación por el estado de la vivienda popular, diciendo que solo las personas mejor pagadas pueden vivir en condiciones agradables, humanas, y cultas. Por eso, se enfoca en que los muebles se adapten al espacio en el que estaban. Porset cree que el contexto del objeto es indispensable a la hora de la creación, como cuando dice que: «Lo clásico y lo moderno no se repelen cuando lo moderno surge de la creación cultivada y sensible. En este conjunto puede apreciarse una deliciosa armonía establecida por dos elementos separados por dos siglos. El sillón está tapizado con tejido de ixtle, algo tan mexicano como el ángel barroco».
Trabajó con arquitectos en hogares influenciados por la cultura mexicana. Diseñó todos los muebles en una residencia de Cuernavaca del arquitecto Mario Pani. Ella se involucró en el proceso creativo desde los materiales, como el bejuco y mimbre provenientes desde Yucatán que se adaptan a climas variados, a traer objetos desde lejos, como las hamacas yucatecas, prototipos de lujo intrínseco, colgadas en todas partes otorgando un lecho cómodo a una insospechada cantidad de personas. Porset así tuvo una estrecha y constante colaboración entre los dueños. En este proyecto también trabajó con Xavier Guerrero, quien talló las piedras, el pintor Jesús Guerrero Galván, y la diseñadora textil Eva Galindo.

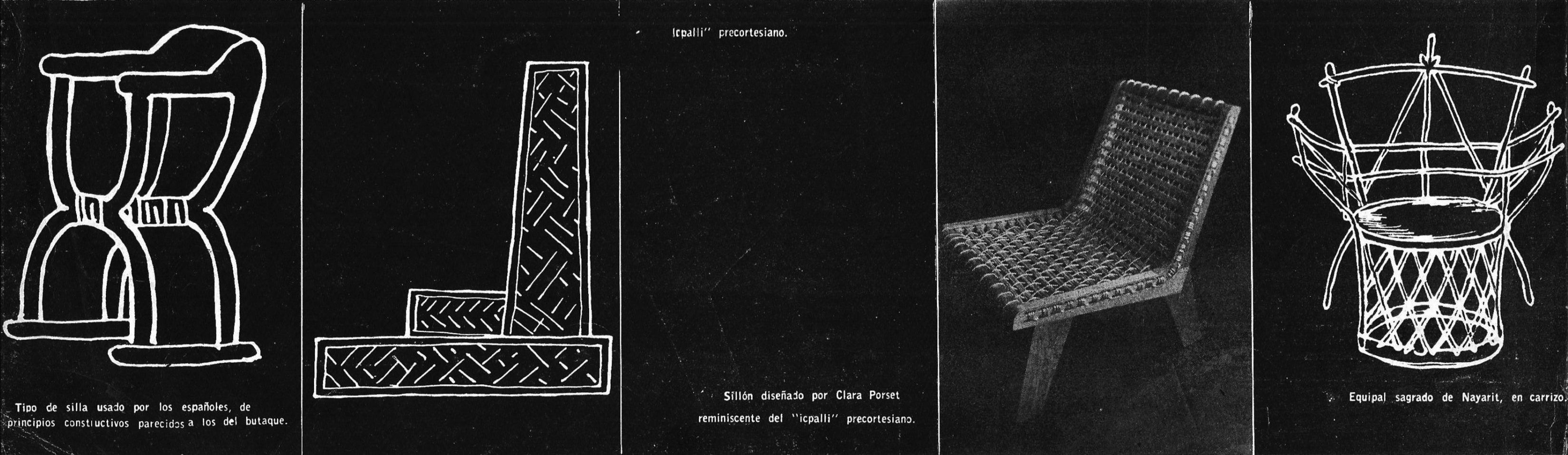
Dibujos y fotos de Clara Porset donde muestra variantes de sillas y sillones que se han producido en México, así como los diseñados por ella.

Porset dice que los materiales usados en la construcción de objetos son influidos por el clima. Y que «con su sabiduría innata, el pueblo utiliza materiales frescos y ligeros, como el tule, el carrizo, el otate o la palma» por sus propiedades adecuadas a las situaciones. Si hay regiones cálidas, sus muebles deben tener materiales frescos y ligeros. No solo los materiales son afectados por la temperatura, sino la misma morfología de los objetos. Las posturas libres, aireadas y casi horizontales son ideales para climas calurosos. Destaca que las cualidades que sobresalen de los productos artesanales son su función y belleza características de las creaciones manuales y que reflejan la cultura y contexto de cada artesano. Es así que detalla la importante labor de los diseñadores, en quienes recae el peso de unir las bellas características del trabajo artesanal con los procesos de producción industriales, para así poder realizar muebles de manera más rápida y a menor costo pero integrando cualidades artesanales de gran calidad. En aquellos años se comenzaba a popularizar la producción industrial con procesos y maquinaria industrial que integraban diferentes materiales como maderas laminadas, metales y termoplásticos, de la misma manera en que se estaban produciendo a nivel mundial. Sin embargo, ella detalló que dichos procesos eran excepcionales ya que aceleran y abaratan la producción, pero si se les suman procesos artesanales como carpintería o tejido de fibras vegetales, el resultado es un mueble bello, utilitario y de un precio accesible. Pero la realidad, desde aquellos años y hasta nuestra actualidad, es que la mayoría de las personas en México no posee el capital necesario para invertir en muebles industriales y artesanales, por lo que recurren a los muebles baratos, realizados mediante procesos industriales y con mala calidad. Y con dicho tema finaliza su artículo mediante el ejemplo del multifamiliar “Presidente Miguel Alemán” en Coyoacán, en el que ella participó diseñando mobiliario de excelente calidad, con procesos industriales y artesanales pero que fueron rechazados por los nuevos inquilinos de los departamentos. Ellos optaron por muebles baratos, ya usados o de mala calidad, y fue así que se perdió una gran oportunidad de integrar el diseño industrial, artesanal, estético y funcional, en las casas de bajo costo.

### Importancia de la comunión entre arquitectura y el diseño del espacio interior
Al respecto del Centro Urbano Presidente Alemán (CUPA), Clara aborda el diseño de esta la familia de muebles bajo el reconocimiento de la importancia del ambiente en la formación del individuo, noción que comenzaba a cobrar un creciente interés en la época. Con base en esta noción, Clara aborda estas propuestas desde el entendido de que la arquitectura es un arte vivo que modifica al que lo habita, por lo cual es necesario contemplar al espacio interior como el núcleo vital que cohesiona la totalidad del espacio arquitectónico. Ella considera que los elementos del espacio interior, ya sean muebles o artículos de decoración, deben estar adecuadamente diseñados para fomentar el correcto "desarrollo del ritmo vital de alimentación, sueño, reposo y ocio creador"; se notaba ya en sus ideas y diseños la tendencia hacia la integración, la cual iría cobrando cada vez más fuerza en diversas disciplinas como el Diseño Industrial, la Arquitectura o las Artes, y estaba totalmente consciente de que tanto el todo como las partes tenían que conjugar de manera que se ayudaran mutuamente a generar espacios para la vida:

[...] unidades relacionadas, que se incorporan uno a otro, o un grupo a otro, o a las paredes o particiones, con perfecta articulación. Todos parte del esquema general del espacio en que van a usarse, supeditados a él, y en una colocación que no obstruye el movimiento del cuerpo ni el de la vista, y que tiende siempre a crear espaciosidad real o sensación de ella.

Esta noción de espacialidad fue de gran importancia en el desarrollo de los muebles para el Edificio CUPA, pues dado que estaba enfocado a familias de ingresos limitados, debía cumplir con ciertos requisitos de costo que en la generalidad, terminaban (y hoy en día lo siguen haciendo) generando espacios que constreñían la habitabilidad del mismo y no permitían el correcto desarrollo humano de sus habitantes. En el caso del diseño de este espacio, intervenido por personas de diversas profesiones y oficios (desde arquitectos, técnicos de la construcción, pintores, diseñadores y jardineros), lo que se buscó fue justamente abordarlo bajo la convicción de que el espacio, tanto interior como exterior, debía dignificar la vida de los que lo habitarían. Porset menciona al respecto del diseño del espacio:
Los interiores de los departamentos son alegres, acogedores y flexibles. El sol, el aire y las plantas entran a ellos fusionando el espacio exterior e interior. Los colores de los muros son luminosos o apacibles. Y la interpenetración de las distintas áreas da la sensación de espaciosidad [...]
Esas mismas ideas de flexibilidad y comodidad fueron las que plasmó en la familia de muebles que diseñó para el espacio, tomando en cuenta que debían ser resistentes, cómodos y agradables a la vista, además de contemplar el hecho de que las dimensiones del espacio y la cantidad de personas que los habitarían, harían necesarios muebles que se pudieran mover y reacomodar. Entre los muebles pueden encontrarse una serie de unidades de almacenamiento que pueden acomodarse de diversas formas para satisfacer las necesidades particulares de cada hogar, mesas de comedor que se pueden expandir y contraer (de nuevo apelando a esta flexibilidad según las características particulares), bancos, sofás cama, así como varios tipos de sillas con diversas inclinaciones de respaldo, según la función que debieran cumplir dentro del espacio (comer, descansar o para convivencia). Todos ellos realizados con materiales como palma o tule, que como ya se ha mencionado, son afines a la cultura mexicana y que, en la visión de Porset, crearían una especie de vínculo o afinidad con los ocupantes de los espacios.

## Obras

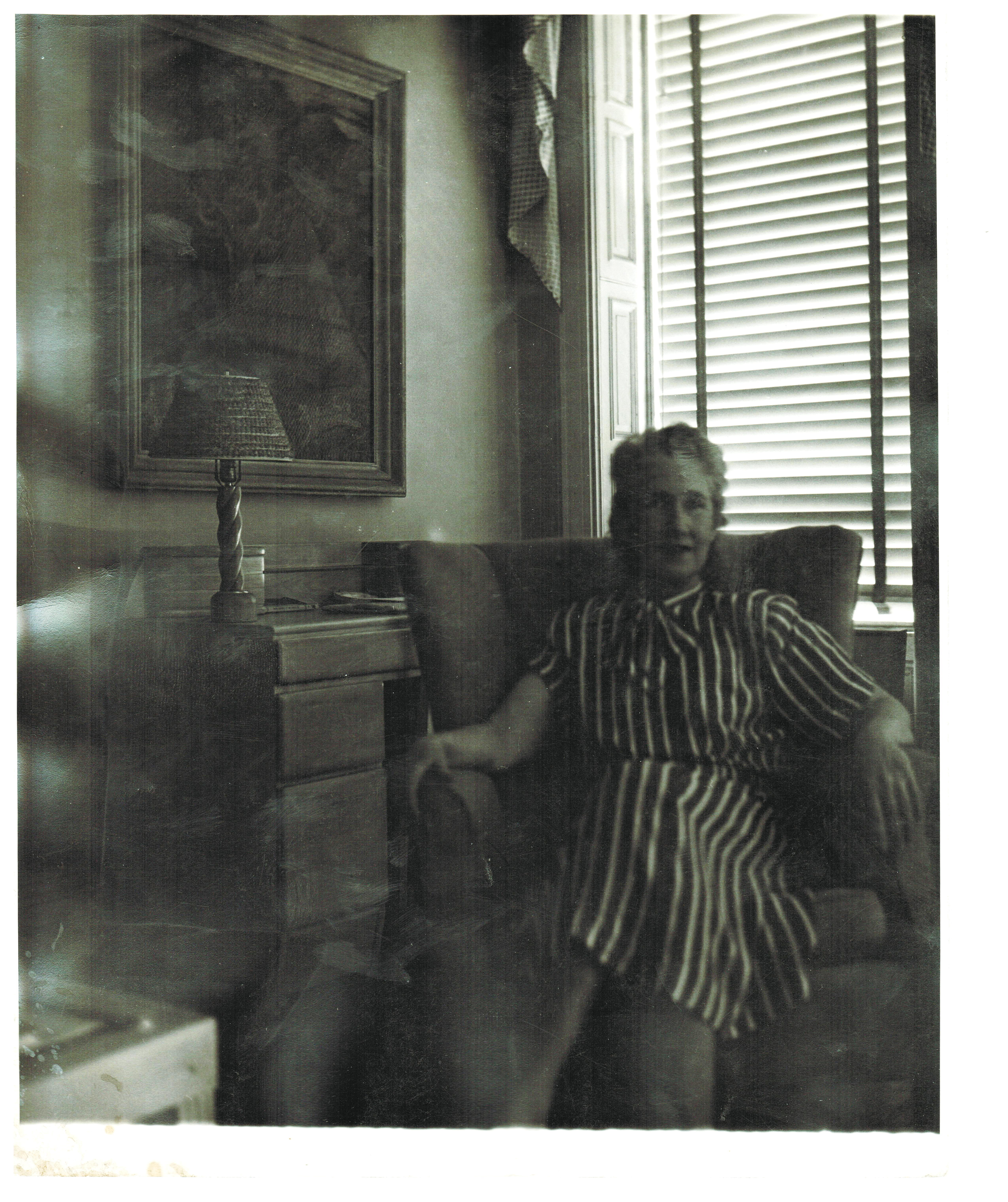
Clara Porset Dumas

En 1936, debido a su participación en la huelga en Cuba se exilió en México, donde fijó su residencia, con viajes intermitentes especialmente a Cuba y Nueva York. En México conoció a quien será su esposo, el pintor y conocedor del arte popular, Xavier Guerrero. Con Xavier Guerrero lograron aunar mutuos intereses, tanto en la mejora del habitar para todas las personas y su compromiso político con la izquierda. En 1939 conoció y se convirtió en amiga de Hannes Meyer y su familia que se habían trasladado a México para colaborar con el gobierno de Lázaro Cárdenas.
El trabajo de Clara Porset se enfocó en el diseño de muebles en los que conjugaran la abstracción y el arte popular. En 1941 participó del concurso Organic Design for Home Furnishing organizado por el MOMA de Nueva York ganando uno de los premios. En 1948 participó en otro concurso del museo para el New York Prize Design for Modern Furniture, que no ganó pero aun así una silla de estructura de varilla y tejido de mimbre fue seleccionada para el catálogo.
En México impartió cursos en diferentes universidades como la Universidad Nacional Autónoma de México, y será colaboradora de la revista Espacios desde su primer número en 1947. A raíz de un viaje a Nueva York en 1946 comienza a diseñar muebles para Artek-Pascoe.
La década de los cincuenta la encontrará plenamente reconocida y trabajando con la mayoría de los arquitectos renombrados de México. En 1950 diseñó los mobiliarios para los proyectos de tres de los arquitectos más importantes en ese momento, para la casa Prieto López de Luis Barragán, para la casa propia de Max Cetto diseñó una butaca y para el conjunto Presidente Alemán de Mario Pani el mobiliario básico que consistió en una mesa de comedor y la silla, muebles de la sala con tejido de algodón (Celotex), que posteriormente serían de tule y palma, un sofá-cama, sillas de inclinación graduable y armarios modulares. Seguirán colaboraciones con Juan Sordo Madaleno en el diseño interior y mobiliario del cine Paris (1954), con Enrique Yáñez diseñó la recepción del Centro médico Nacional (1951-1961), la recepción, biblioteca y residencias de internos del Hospital La Raza (1954) y los muebles de su propia casa en Jardines de Pedregal y nuevamente para Barragán diseñará los muebles de la casa Gálvez (1955).
El triunfo de la Revolución cubana le llevará trabajar nuevamente en su país, Fidel Castro le encargó el mobiliario de las principales instituciones educativas de Cuba, como el de la ciudad Escolar Camilo Cienfuegos para 5000 alumnos (1960), la Escuela Nacional de Arte, la Escuela de Danza Moderna y la Escuela de Artes Plásticas de La Habana de los arquitectos Ricardo Porro, Vittorio Garatti y Roberto Gottardi (1961-1965) y el de la rectoría de la Universidad de La Habana (1962). Por su parte Ernesto Che Guevara le encargó (1962) el proyecto para la fundación de la primera escuela de diseño en Cuba, lo que le llevó a viajar por el mundo para conocer las escuelas de diseño de mayor prestigio. Fue nombrada la primera directora de la institución (actualmente Instituto Superior de Diseño Industrial –ISDI), cargo al que renunció en 1963.
En 1952 organizó en el Museo de Bellas Artes de la Ciudad de México la exposición El arte en la vida diaria. Exposición de objetos de buen diseño hechos en México donde enseñó lo más destacado del diseño industrial y artesanal del país.
En sus trabajos la influencia de Xavier Guerrero tiene fundamentalmente dos vertientes, la materialidad de la cultura popular y la inspiración en el arte precortesiano.
En 1969 se fundó la carrera de diseño industrial en la Escuela de Arquitectura de la Universidad Autónoma de México en la que su director y fundador Horacio Durán la invitó a impartir un seminario sobre diseño industrial que mantendrá hasta su muerte. En sus últimos años, cuando ya no podía ir a la universidad, los estudiantes iban a su casa a tomar clases
Clara Porset murió a los 86 años, donando sus bienes, archivo y biblioteca a la Facultad de Arquitectura de la UNAM. En 1992, once años después de su muerte, la carrera de diseño industrial creó el Premio Beca Nacional de Diseño Industrial Clara Porset.

### El Conjunto Campesino

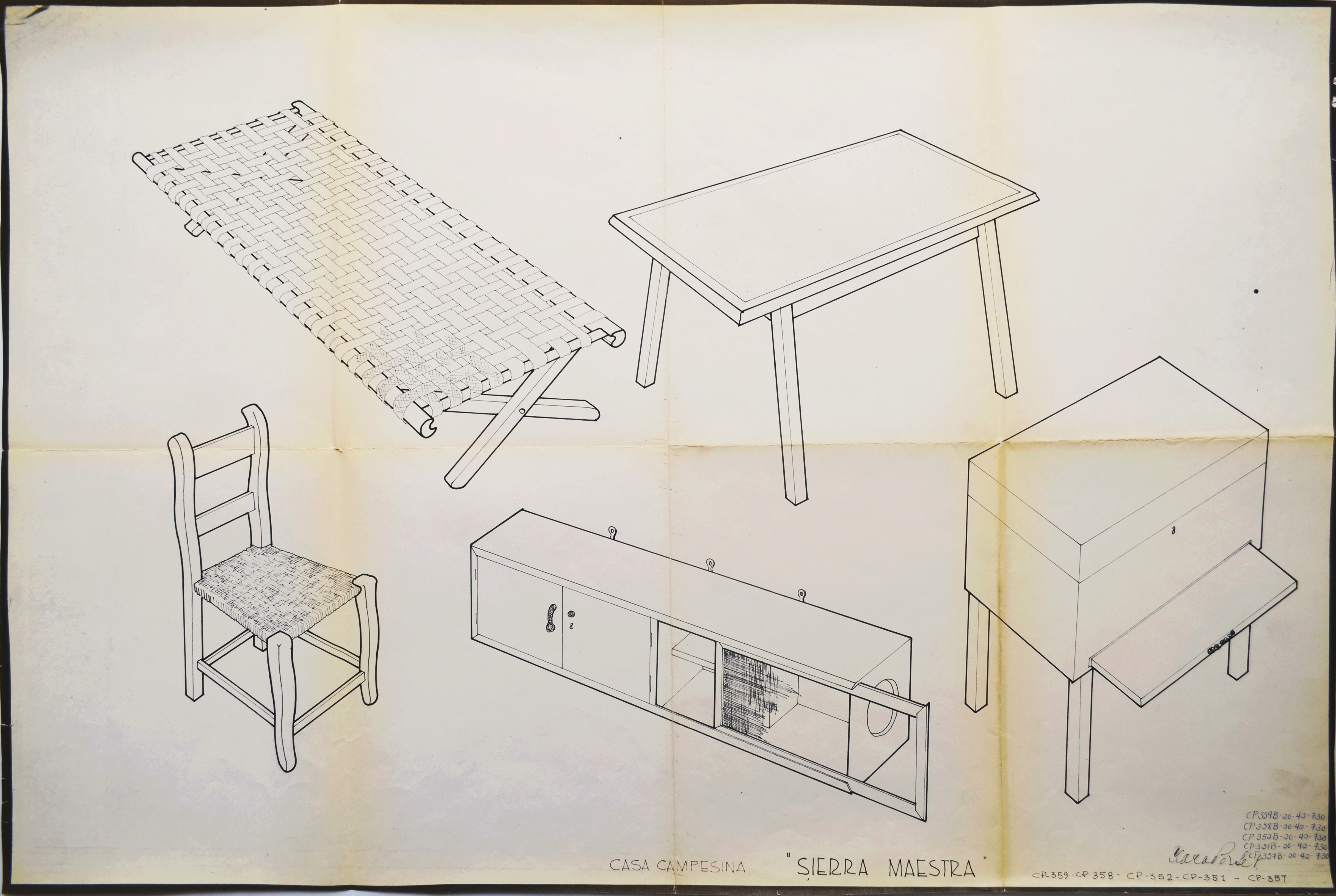
Dibujo de los muebles del mobiliario campesino utilizado en la Ciudad Escolar de la Sierra Maestra. Este conjunto fue diseñado por Clara Porset y Xavier Guerrero para la convocatoria Organic Design in Home Furnishings del MoMA.

En 1940 el recién establecido Departamento de Diseño Industrial del MoMA buscaba reconocimiento internacional como actor importante en esta escena. Su estrategia fue un concurso, Organic Design in Home Furnishings que incluía una exposición y la edición de un catálogo. Este se dividía en dos categorías, una para diseñadores estadounidenses y Diseñadores de América Latina. En este certamen, Xavier Guerrero y Clara Porset presentaron su proyecto de conjunto campesino que consistía en cinco piezas de mobiliario para viviendas campesinas en Coyoacán, aunque Porset inicialmente no se recibió crédito como coautora, esto fue corregido más adelante por el MoMA, convirtiéndola en la única mujer latinoamericana reconocida en esta convocatoria.
"El conjunto campesino está compuesto por una mesa para cuatro personas; una silla con asiento y respaldo tejidos con yute; un aparador para sobreponer en muro con dos puertas de madera abatibles y un panel corredizo con marco de madera y ayate de ixtle; un cofre alto con un tablero deslizable y por último un catre plegable con base tejida en yute."
Este conjunto resalta por muchas razones. Una de ellas es su facilidad de manufactura. Estas piezas podían ser producidas tanto artesanales como industrialmente debido a la simplicidad de sus materiales, siendo una combinación de pino con tejidos. La innovación en términos de materialidad fue algo intrínseco al diseño de Xavier Guerrero y Clara Porset, ambos tenían conocimiento de las técnicas de manufactura artesanal y de las materias primas provenientes del campo. El ixtle fue uno de los materiales con los que lograron hacer mayor hincapié en una identidad mexicana, resaltando así sus objetos. Para 1940 el ixtle era una materia prima ampliamente explorada por disciplinas como el diseño y la sociología por su impacto en la cultura mexicana. El ayate utilizado en el diseño del Conjunto Campesino estaba formado por “una malla tejida con hilo de “ixtle” […] que se obtiene tras el tallado de las pencas del maguey pulquero ordinario”. La manufactura de distintos tipos de ayates en la región centro del país era grande pero pocas veces se había utilizado para objetos que no fueran empleados en las labores agrícolas o mineras.
El mobiliario campesino también se incluyó en proyectos posteriores de la pareja, entre los que resaltan la Nueva Casa Campesina (1949-1952) de Alberto T. Arai y la Ciudad Escolar Camilo Cienfuegos (1958-1962) bajo el proyecto general de José Fábrega.

### Butaque

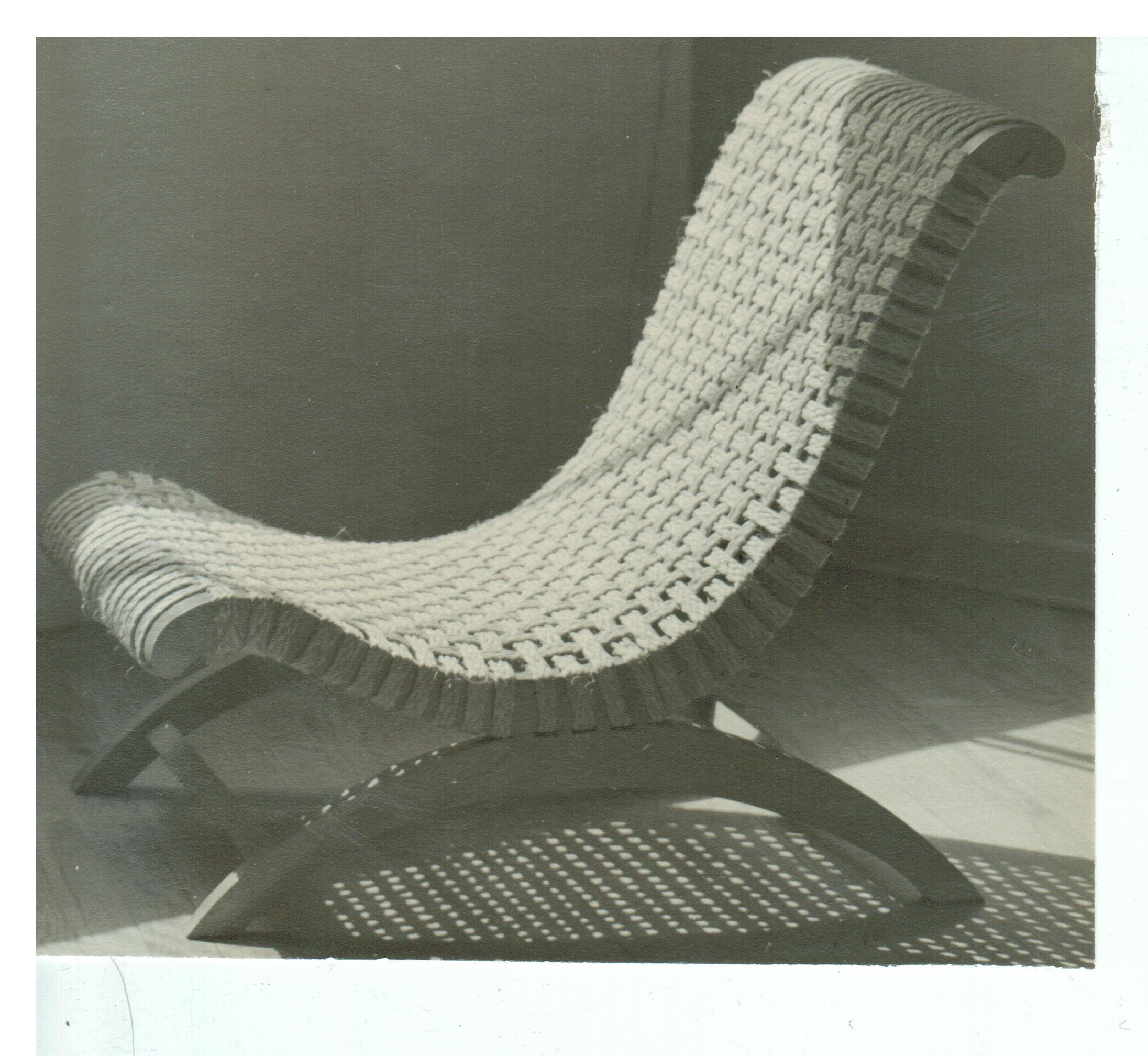
Butaque por Clara Porset. Madera y Tejido de ixtle

La silla Butaque, creada en 1949, es un rediseño de Clara Porset de la silla Campeche. Esta es un ejemplo de la cultura mestiza en México, un diseño que vino de los conquistadores españoles a México y fue adaptado por artesanos locales para convertirse en una representación del nacionalismo mexicano.
La idea de diseñar esta silla comenzó en 1941 tras la mudanza de Porset a México donde desarrolló un interés por el arte popular y prehispánico, y por el butaque. Se aprovecharon elementos de la cultura mexicana así como el uso de materiales propios de la región y técnicas artesanales para su producción.
La silla se describe como un bajo y cómodo asiento ligeramente inclinado hacia atrás, inspirada en los asientos yucatecas, forrado en cuero o tapicería. Su silueta forma una singular “X” en los costados conformada por una sola curva entre el asiento y el respaldo y la curvatura de las patas. El aprovechamiento de la madera en sus ensambles es otro de los elementos que hacen a este asiento tan característico: la curvatura de sus elementos se generaba con tablas de pequeña sección que tenían una gran superficie de contacto entre cada pieza generando poco desperdicio y garantizando un ensamble resistente.
El butaque de Porset ganó popularidad rápidamente en México y para su producción se exploraron diferentes formas en diferentes versiones de acuerdo a cada región. Por ejemplo, en Tehuantepec se usaron tiras transversales de madera para formar el respaldo, y en Veracruz se elaboraron con bejuco tejido en ojo de perdiz para que fueran más frescos. Su materialidad también se iba adaptando conforme al clima y las características propias de la región; el asiento tapizado fue sustituido por ixtle y piel además de ser probado con varios tejidos de fibras, se experimentó con maderas locales tales como son el roble y la caoba.
La silla fue el producto de un exhaustivo estudio ergonómico, se experimentaron con diferentes proporciones y acabados generando una yuxtaposición entre lo moderno y lo artesanal.
Se realizaron diferentes versiones del butaque para numerosos proyectos de arquitectos renombrados, una de estas es la versión “Miguelito” diseñada en 1950 para la casa del arquitecto Luis Barragan. Esta versión sustituye el cuero en los respaldos por cuerdas de ixtle y cáñamo. Posteriormente se produce la versión mecedora en 1951 para la casa del arquitecto Enrique del Moral. Fue en ese mismo año cuando se propuso a Porset producir industrialmente el butaque en Estados Unidos y ser comercializada a través de la empresa Herman Miller.
El precio más bajo por el que podías conseguir una de estas sillas en México oscilaba entre los $38 pesos mexicanos o $4.11 usd.

### Exposición para la firma de mobiliario Artek-Pascoe Inc.
En 1946 cuando Clara Porset visitaba Nueva York, fue invitada a colaborar con una de las firmas más importantes de mobiliario, Artek-Pascoe, dicha firma se encontraba en la quiebra después de haber terminado la Segunda Guerra Mundial. La casa Artek-Pascoe ofreció un lugar en sus instalaciones para montar una exposición de mobiliario con identidad mexicana en manos de Porset, quien había vivido y formado una gran escuela de diseño en México. Mientras las miradas estaban en Europa, el diseño sufrió grandes cambios debido a la crisis mundial que se vivía y a la búsqueda de diseñar y fabricar de manera rápida y barata para levantar la situación mundial.
Fue en 1947 cuando la exposición de Clara Porset en conjunto con Artek-Pascoe fue presentada en un pequeño cuarto en la ciudad de Nueva York. La exposición de diseño mexicano fue distinta a las demás, ya que presentaba el estilo mexicano, pero con la esencia de Clara Porset, de nacionalidad cubana, y toda su experiencia obtenida durante su estancia en México, la exposición estaba constituida por una serie de cinco objetos con la misma identidad mexicana que Clara Porset adoptó en su visita a México, pero con el diseño contemporáneo presente en todas sus piezas.
La silla que se muestra en la imagen es un modelo de su ya conocido y famoso butaque con asiento rígido de xitle o de baqueta, pero en esta ocasión Porset optó por sustituir el asiento de xitle, por un asiento acojinado que cubría el respaldo con un tapiz de tela estampada. El modelo de la silla tuvo 4 versiones con diferentes estampados, todos con el concepto de la identidad mexicana y resaltando los colores vivos que fueron un gran acierto para darle un giro a un diseño tradicional.
La protagonista de la exposición fue la silla butaque con el acojinado y el tapiz estampado, el objeto nos presentó el diseño tradicional mexicano con rasgos de modernidad, dejando atrás el diseño mexicano al que todos estaban acostumbrados, la silla fue llamada por Mary Roche, editora del New York Times, como “la que realmente muestra su herencia mexicana”. La frescura que brinda en los materiales como son la madera de caoba y el color del tapiz estampado, generan una versatilidad e identidad en el diseño mexicano, las curvas del asiento y el respaldo nos dan una calidez y una invitación a sentarse cómodamente, el manejo de las curvas en las patas, demuestran continuidad y un gran soporte, Clara Porset se caracterizó siempre por usar ensambles con una gran superficie de contacto, la silla se mimetiza con el ambiente del cuarto que alberga otros muebles y objetos con el mismo concepto que propone Clara Porset.

Sin duda una gran propuesta de diseño, que toma las raíces de la cultura mexicana y plasma en su composición de manera sutil la modernidad.

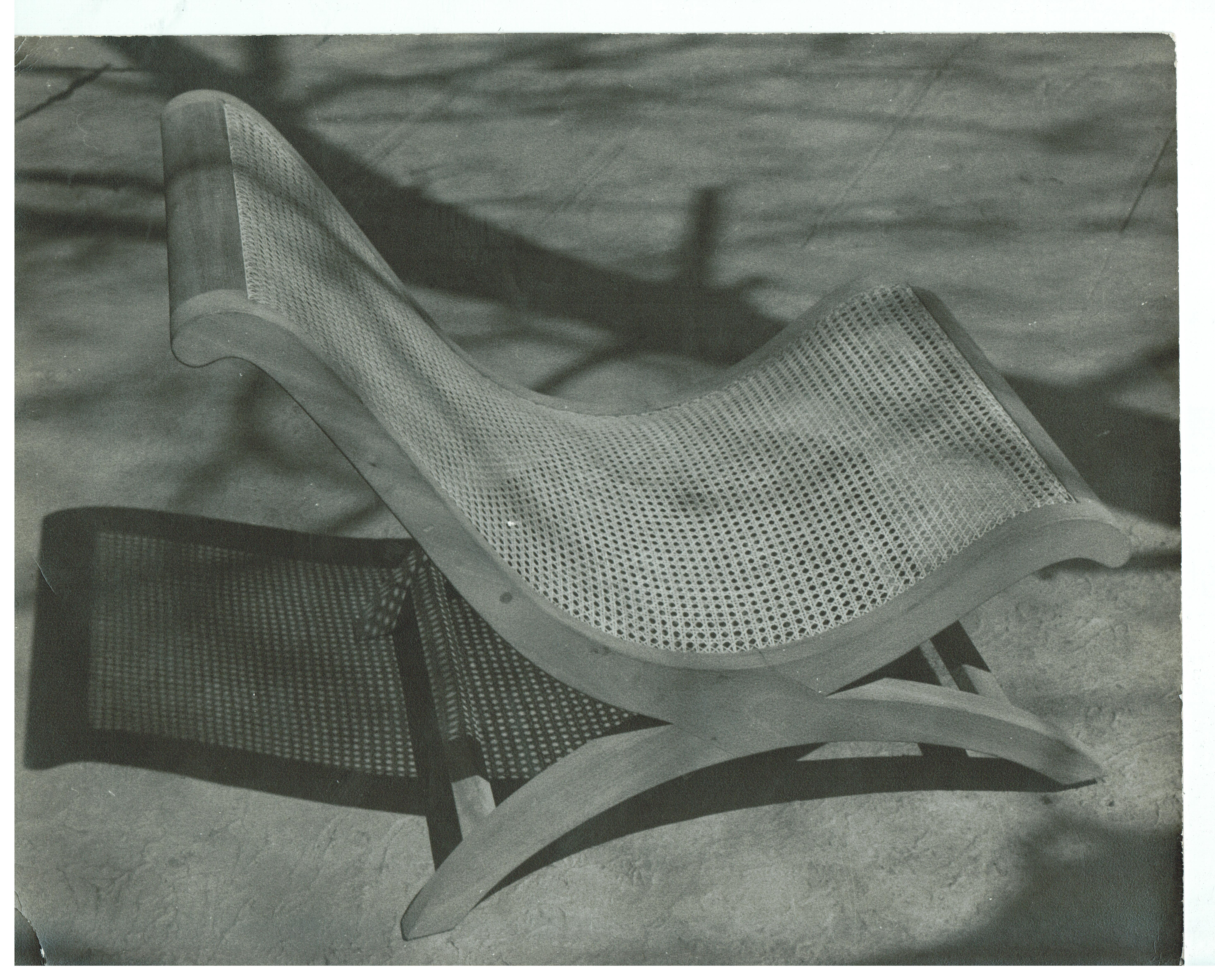
Versión de butaque, Clara Porset. Fotografía del Archivo Clara Porset Dumas (CIDI, FA-UNAM)

En México existe una gran herencia plástica, que se refleja desde los primeros registros de los muebles mexicanos con la descripción de un cronista que viajó a México con Cortés describiendo el palacio de Moctezuma como “escasamente amueblado, con mesas bajas y taburetes”, sentándose en “un asiento bajo cerca de una mesa baja”, donde es evidente que existen razones psicofisiológicas para la baja altura de los muebles populares (así como espirituales por la necesidad de la cercanía física con el suelo a pesar de que las medidas antropométricas generales no coincidían del todo con los tamaños tan bajos). El butaque y el equipal pueden entonces entenderse como resultado de la evolución del asiento mexicano.
En Veracruz, el Istmo de Tehuantepec, Guerrero, Campeche y Yucatán hubo una diversificación de las proporciones de las sillas que llegaron de Europa, conocidas como “sillón de cadera” y “silla francesa”, que datan de los inicios del butaque en la Nueva España (México). El diseño del butaque consiste en dos piezas unidas en forma de “X” que forman una cruz entre el asiento y respaldo. La estructura de este ha permanecido en todas las regiones de clima cálido, sin embargo las características han variado por el trabajo artesanal, los materiales empleados y los procesos de cada zona.
En 1941, tras la llegada de Clara Porset a México, se desarrolla una derivación significativa en esta silla. Lo fundamental a destacar de su metodología es el aprovechamiento de la madera en los ensambles y curvaturas en las patas de la silla, asegurando el ensamble con la superficie que hace contacto entre las piezas; y el rescate del diseño “original” del butaque (traído de Europa).
El butaque, como el equipal, por su reproducción en varias zonas de México y la exposición internacional de Porset en su carrera, se caracteriza por ser muy “mexicano”. Poseen las propiedades físicas para los usuarios, afinidad hacia la cultura mexicana, que se puede considerar prototipo del mueble popular mexicano que mejor se les adopta; es ideal para zonas calurosas por ser fresco y adaptable a los efectos del calor extremo. Tiene cierta similitud con el diseño de las hamacas de red por su tejido estructural y los patrones del asiento, según la diseñadora en el artículo “Sillas” en Arts & Architecture.
“Prácticamente todos mis muebles están hechos a mano. Y esto -que es sintomático del estado general del proceso de producción, aún con un gran porcentaje de técnica manual- es tal vez uno de los factores principales que determinan la apariencia especial de nuestras formas.” según Clara Porset en el artículo mencionado.
Esther McCoy, escritora, editora y crítica de arquitectura, retrata a partir de 1951 la escena nacional de un país en vías de desarrollo a través de las relaciones con personajes como Lola Álvarez Bravo, Francisco Artigas, Luis Barragán y Clara Porset. A través de Pasajeros, una serie de microexposiciones biográficas, así como otros textos acerca del famoso butaque de la diseñadora, se recopila la investigación en torno a los diseños de Clara Porset para las revistas revistas Arts and Architecture y Los Angeles Times, en donde describe ocho versiones del butaque dentro de “Subtítulos de sillas Porset”.
El primer paso para el desarrollo de la butaque fue eliminar la corona alta y las curvas barrocas (de herencia europea), aunque manteniendo las líneas base. Pasando por la versión para el arquitecto Luis Barragán, la adaptación a una casa en Cuernavaca con clima semitropical, para el arquitecto Carlos Lazo y llegando la versión del butaque para el arquitecto Enrique del Moral: asientos de mimbre, primero diseñada como una silla mecedora, sin los mecedores se vuelve una silla de jardín.
Posteriormente, con intenciones de industrializar el diseño del butaque, Esther McCoy, debido al éxito del butaque, le propone ser representante para la distribución de sillas en Estados Unidos, a través de la empresa Herman Miller. Así empieza un largo debate sobre los detalles de distribución y costo de las sillas y la manufactura. La diseñadora impuso condiciones sobre la distribución de sus sillas y sobre la manufactura, según las cartas recopiladas a lo largo de un año. Cabe destacar que uno de los principales desacuerdos fueron sobre los precios debido a que Porset pagaba salarios altos a los artesanos que las fabricaban, siguiendo la calidad de mano que exigía. A su vez, de acuerdo con sus ideologías políticas, la industrialización corrompía el trabajo artesanal.
Si bien el butaque ha sido transformado en el entorno que habita, es cierto que las características plásticas (por material y forma) llevan al reconocimiento de una línea mexicana.

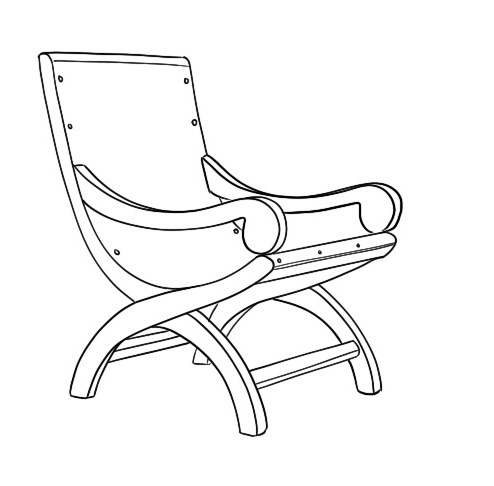
Boceto del Butaque "Miguelito"

### Butaque "Miguelito"
El butaque Miguelito es una adaptación de la silla de caderas española y la Savonarola de origen italiano. Se caracteriza por ser un icono del diseño mexicano y por ser simple y funcional.

Como menciona Rodrigo Ortiz Monasterio en su en su serie Pasajeros: 
Es fundamental resaltar dos elementos intrínsecos a la metodología de Porset: el primero es su aprovechamiento de la madera en los ensambles y curvaturas en las patas de la silla, un ensamble muy seguro gracias a la gran superficie de contacto entre las piezas; y el segundo, el rescate del diseño original del butaque.
En la década de los cincuenta Clara Porset diseñó mobiliarios para diversos proyectos de tres de los arquitectos más importantes en ese momento, Luis Barragán, Max Cetto y Mario Pani.

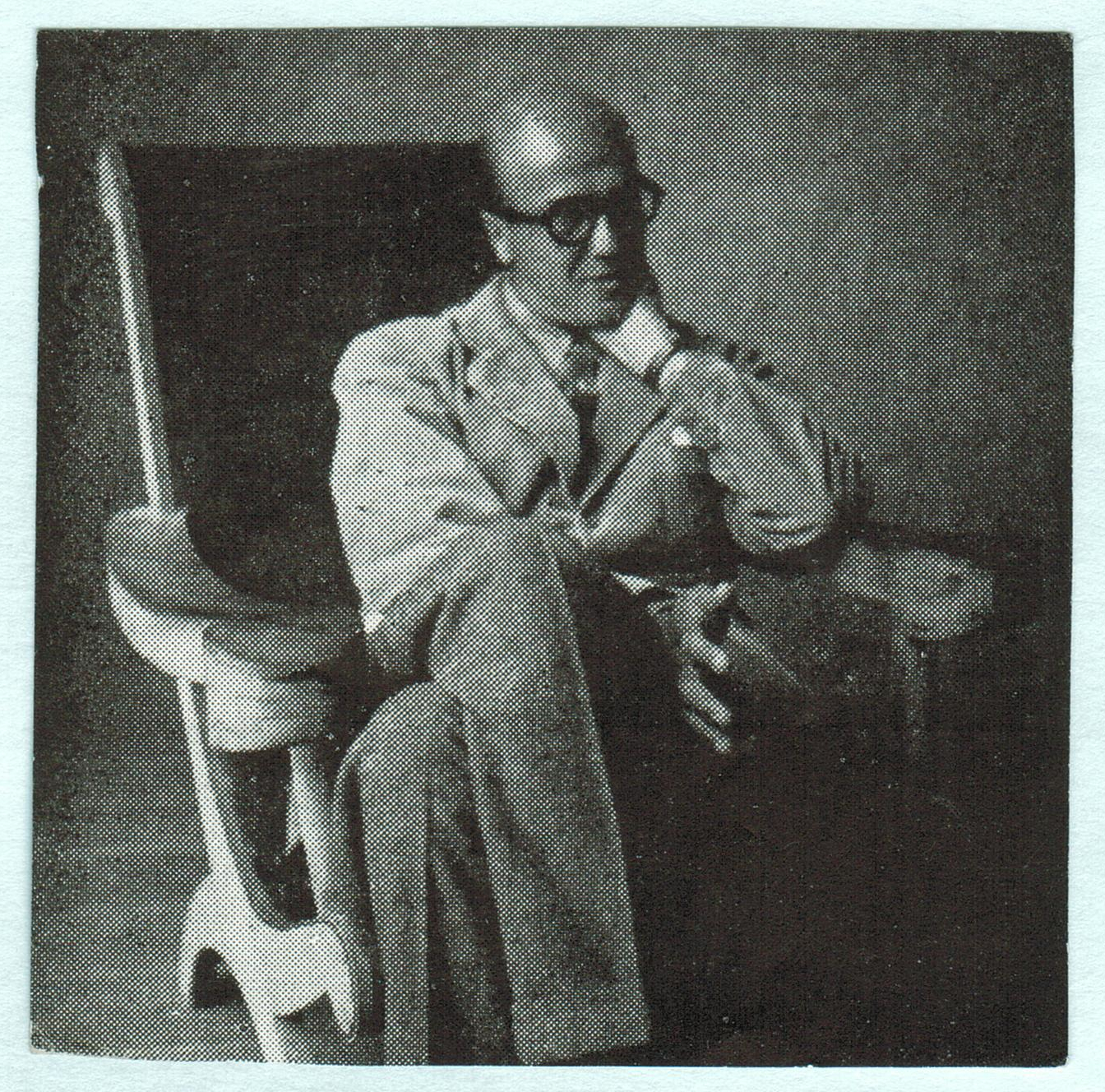
Butaque Miguelito

Por la gran capacidad de análisis y observación de Porset en los detalles, Luis Barragán le encargó diseñar uno para la primera casa del arquitecto ubicada en la calle General Francisco Ramírez de la Ciudad de México y a éste Clara lo llamó “Miguelito”, siendo una diferente versión en comparación de otros diferentes que ya había desarrollado para diversos proyectos.
El butaque Miguelito atiende las necesidades y el lenguaje arquitectónico de la casa del arquitecto Luis Barragán. La diseñadora, en esta versión, cambió los materiales por lo que este está fabricado con madera de caoba, cuerdas de ixtle y cáñamo para el respaldo. El asiento y el arco se amplían en esta silla.
El trabajo de Porset consistió, por un lado, en refinar las líneas del butaque sin perder el concepto de su estética original, por otro, en mejorar las características ergonómicas del confort propio de un asiento y resolver la estructura, los materiales y procesos que plantea el soportar el peso del cuerpo y transmitir esas cargas al piso.

### Familia de muebles de oficina para edificio Chrysler

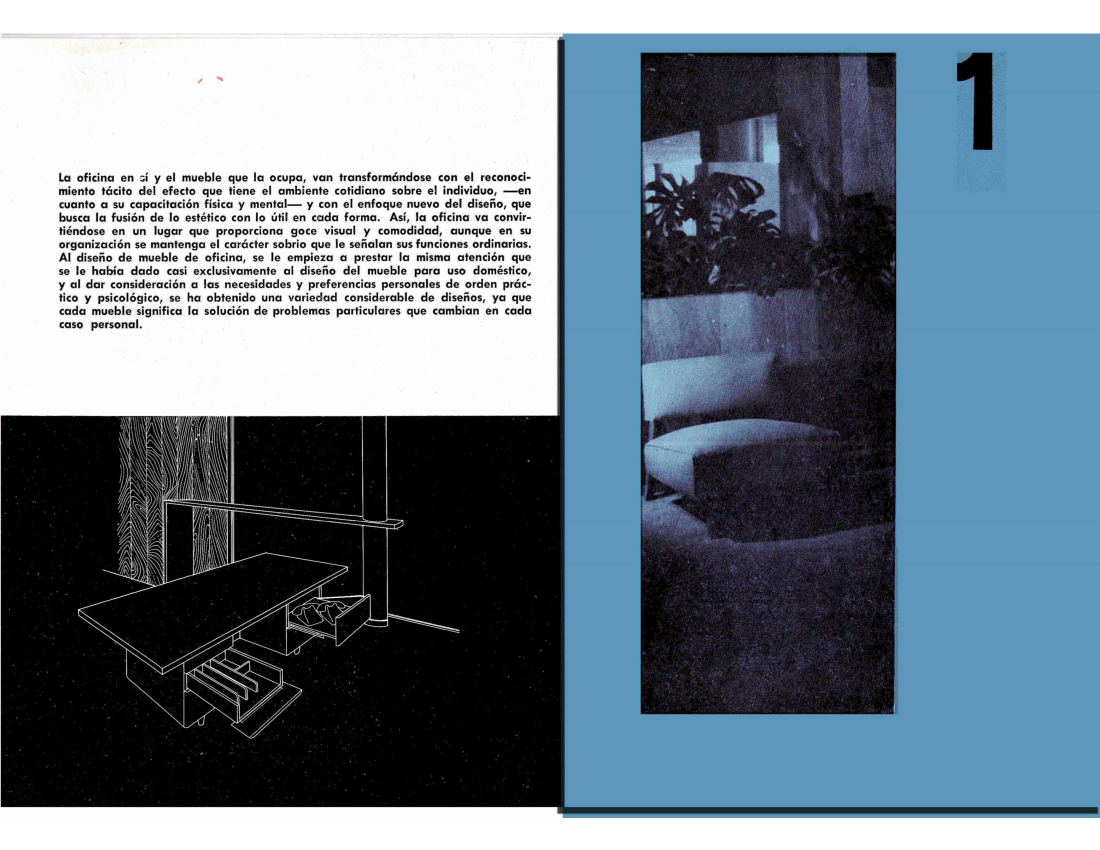
Diseños muebles privado 1 edificio Chrysler, Clara Porset

Las instalaciones de la planta armadora de autos Chrysler en México, un proyecto tan relevante para el país de mediados de la década de los 50 se desarrolla en un México que enfrentaba un fuerte proceso de industrialización apoyado por las políticas públicas tras la Segunda Guerra Mundial y los acontecimientos globales transformando el perfil del país mediante estímulos a la inversión privada y a la inversión de capital extranjero. Es entonces en 1938 cuando Auto-mex, una empresa fundada por mexicanos y que distribuía productos Chrysler decide fundar una armadora en la Ciudad de México ubicada en el número 320 de Lago Alberto, planta custodiada por un mural de Alfaro Siqueiros y la cual fue demolida en el año 2004 para un desarrollo de vivienda de nivel medio alto del arquitecto Teodoro González de León.

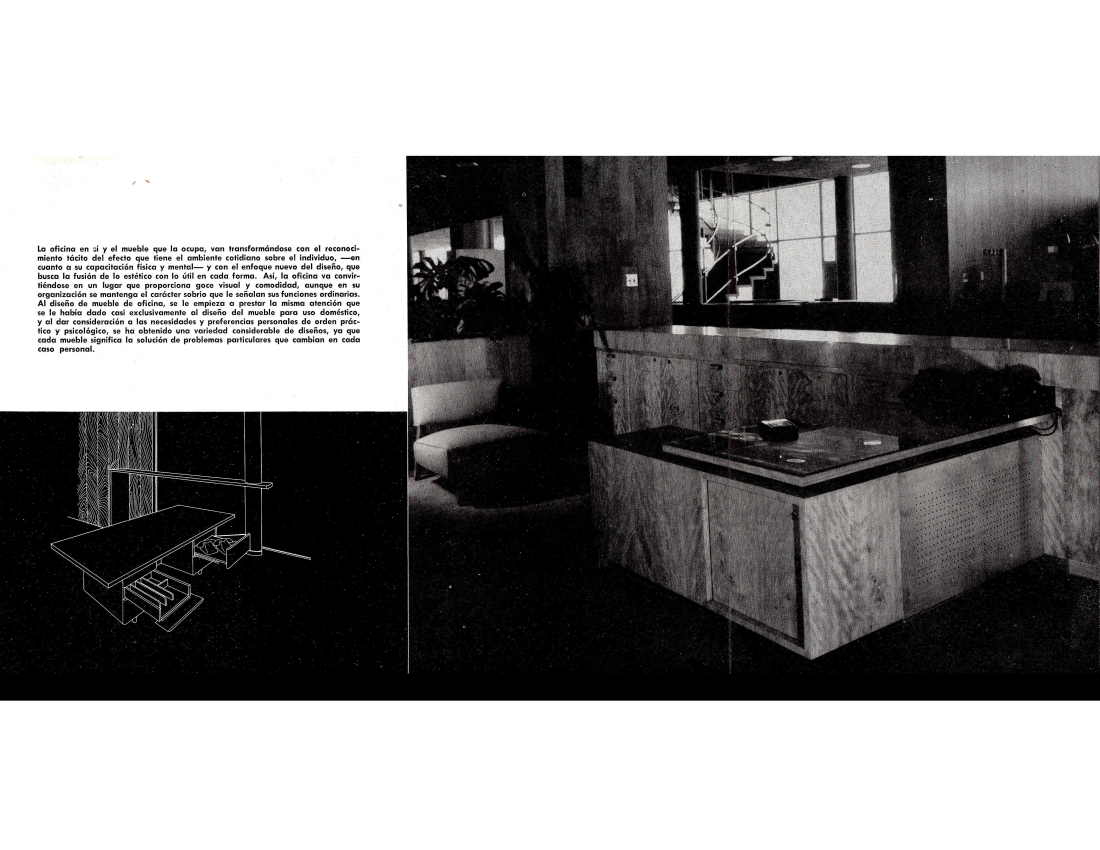
Detalles de muebles para edificio Chrysler por Clara Porset

La relevancia histórica le ganó al proyecto un número exclusivo de la revista espacios de 1957 dedicado exclusivamente a las diferentes especialidades involucradas en el desarrollo, la arquitectura y el diseño de los espacios, muebles y atmósferas generadas para la empresa Auto-mex. Este fue, para Clara Porset, el pretexto para la exploración de las funciones, requisitos y usos del mobiliario de oficina; un mobiliario que ella misma define en el artículo como tradicionalmente objetos deshumanizado del ambiente y defectuoso del diseño de sus muebles y poder así brindarle al espacio y a los usuarios ese agente orgánico y humano a ese ambiente en el cual las personas pasan un tercio de sus días, las oficinas.
Con esa misión en mente Clara desarrolla una colección de muebles diseñados para las diferentes tipologías del uso de las oficinas y los privados del corporativo respondiendo a las funciones del mismo. Podemos distinguir en el proyecto diferentes tipologías dentro de la misma familia, 3 tipos de escritorios, gabinetes multifuncionales para ampliar áreas de guarda, 2 tipos de sillería, y 2 tipos de áreas de espera con los sillones y las mesas de apoyo combinados con luminarias en armonía con la arquitectura y los ambientes generados por el proyecto, espacios que podrían ser encontrados y diseñados hoy en día (año 2021), usos de materialidades como maderas y textiles que brindan calidez al espacio y ese carácter humano, además de una resistencia funcional indispensable para el uso correcto de la oficina a largo plazo.
La familia de muebles diseñados para Auto-Mex por Clara Porset varia su solución según la jerarquía del espacio y el uso que ellos tendrían, por ejemplo ella explora el uso de asientos o sillones sumamente cómodos para poder ser usados por un largo periodo de tiempo, sillones deliberadamente incómodos que no permitieran a los visitantes pasar mucho tiempo en ellos, áreas de espera multitudinarias y de estar ejecutivas, mesas directivas donde el uso principal es el guardado de archivo, a mesas o escritorios operativos donde las cubiertas permitieran un uso múltiple que va desde juntas, revisión de planos, reuniones, guardado de documentos y muchas más funciones que estos muebles debían cubrir. Es entonces que el correcto mueble, el uso de materiales resistentes y cálidos que contrasta con el espacio de una contraposición de formas duras para guarda contra sutiles y limpias para los sillones y sillerías generan un contraste sensible que agradan al usuario y armoniza con el entorno, que humaniza los espacios y los convierte táctiles y agradables que podrían ser soluciones totalmente pertinentes 70 años después.

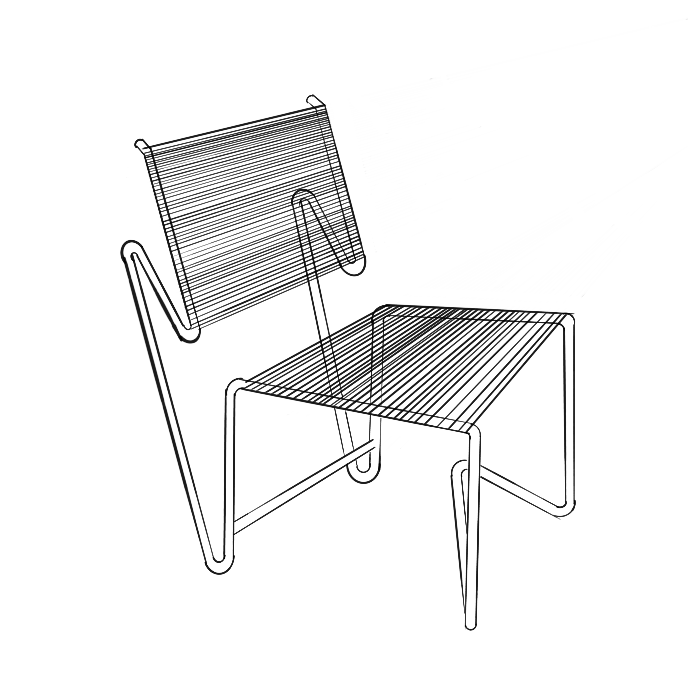
Boceto de silla de la línea Muebles de Bajo Costo diseñada por Clara Porset y Xavier Guerrero.

### Muebles de Bajo Costo
Esta silla fue diseñada por Clara Porset y Xavier Guerrero en la Ciudad de México forma parte de la selección del concurso: Diseños premiados de mobiliario moderno para el Concurso Internacional de Diseño de Mobiliario de Bajo Costo [Prize designs for modern furniture for the International Competition for Low-Cost Furniture Design] en 1950, organizado por el Museo de Arte Moderno de Nueva York [MoMa], la cual fue presentada posteriormente en 1953 como Muebles Para Jardín.
“Un solo tubo de acero constituye la estructura general; otro, soldado, como atravesaño en la parte inferior trasera. Respaldo y asiento de cordón de plástico en color. Los tubos van pintados al duco.”
Clara Porset, junto de la mano Xavier Guerrero [pionero del muralismo mexicano], a quien conoce al unirse al LEAR [Liga de Escritores y Artistas Revolucionarios], crean esta silla para el concurso de Mobiliario de bajo Costo por el MoMa de Nueva York. La silla responde atinadamente a la obra de Clara Porset como diseñadora, y de su convicción de hacer diseño moderno accesible para todos.
Esta silla de una sola pieza de tubo de acero doblado, con un travesaño trasero y cordón de plástico [posteriormente también de mimbre], expresa lo que para Porset significaba el generar una producción en masa asequible; con materiales nativos mexicanos, y simplicidad del diseño y técnicas industriales. Respondiendo de esta manera a su diseño funcionalista, en el que buscaba a través del Diseño de Interiores el nivelar la diferencia de clase y cultural.

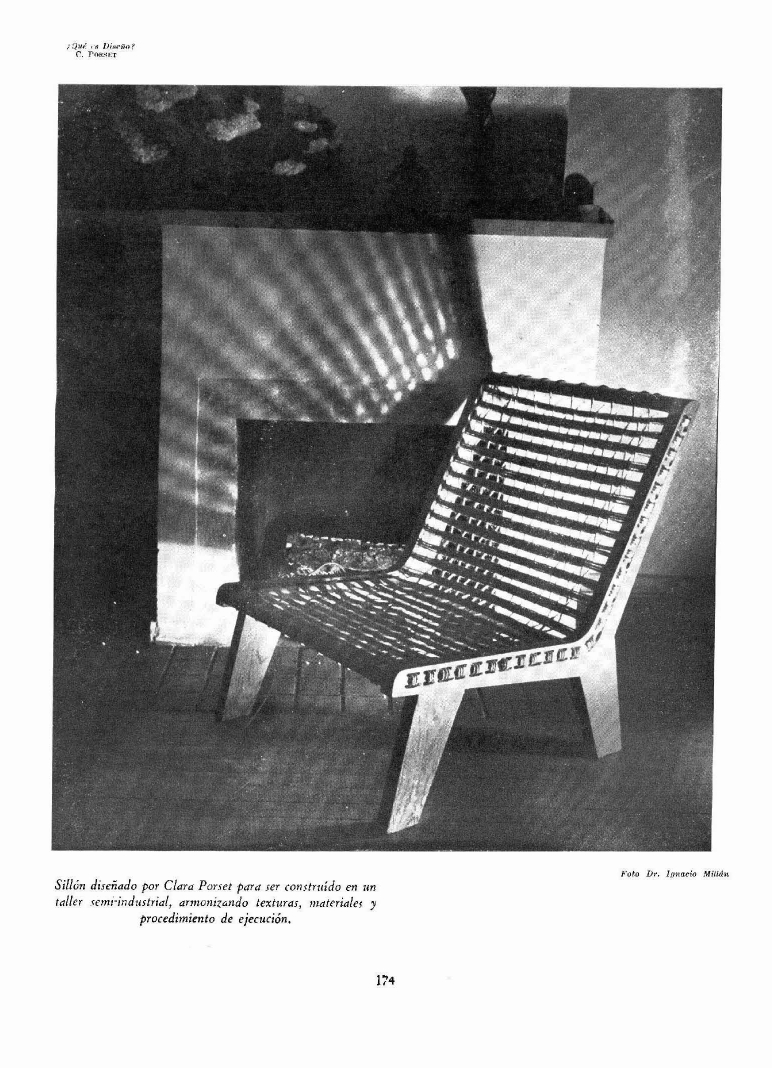
Silla diseñada por Clara Porset.

### Sillón diseñado por Clara Porset. Se desconoce el nombre del objeto, así como el año de fabricación.
Es una silla baja, con inclinación en el respaldo para la correcta postura de descanso, tiene elementos verticales en el respaldo y el asiento, así como verticales. Las patas, cuyo ancho disminuye en tanto se aproxima al suelo, tienen inclinación hacia adelante y hacia atrás, generando así una identidad en conjunto con la inclinación del respaldo. 
Este diseño aúna la sencillez del Movimiento Moderno y la artesanía popular mexicana. Siendo así la simplicidad la virtud principal de este objeto; armonizando las texturas, materiales, así como el procedimiento de fabricación, llevado a cabo en un taller semi-industrial.
Respecto a materiales, no existe evidencia exacta sobre este producto, pero se especula que fue fabricada con fibras naturales como tule y palma para el asiento y respaldo; y para la estructura principal, madera.

### Silla de comedor para la Casa Cuernavaca
Esta propiedad fue diseñada por el arquitecto Mario Pani, está situada a las afueras de Cuernavaca y término de construirse en los años 50. La casa tenía una visión ininterrumpida de la ciudad que podía apreciarse desde las recámaras y la estancia. El programa fue concebido para las necesidades de la familia (los padres y 4 hijos pequeños). De acuerdo con el artículo de Arquitectura México número 37, Todos los muebles han sido especialmente diseñados para la casa, por Clara Porset. (1952)

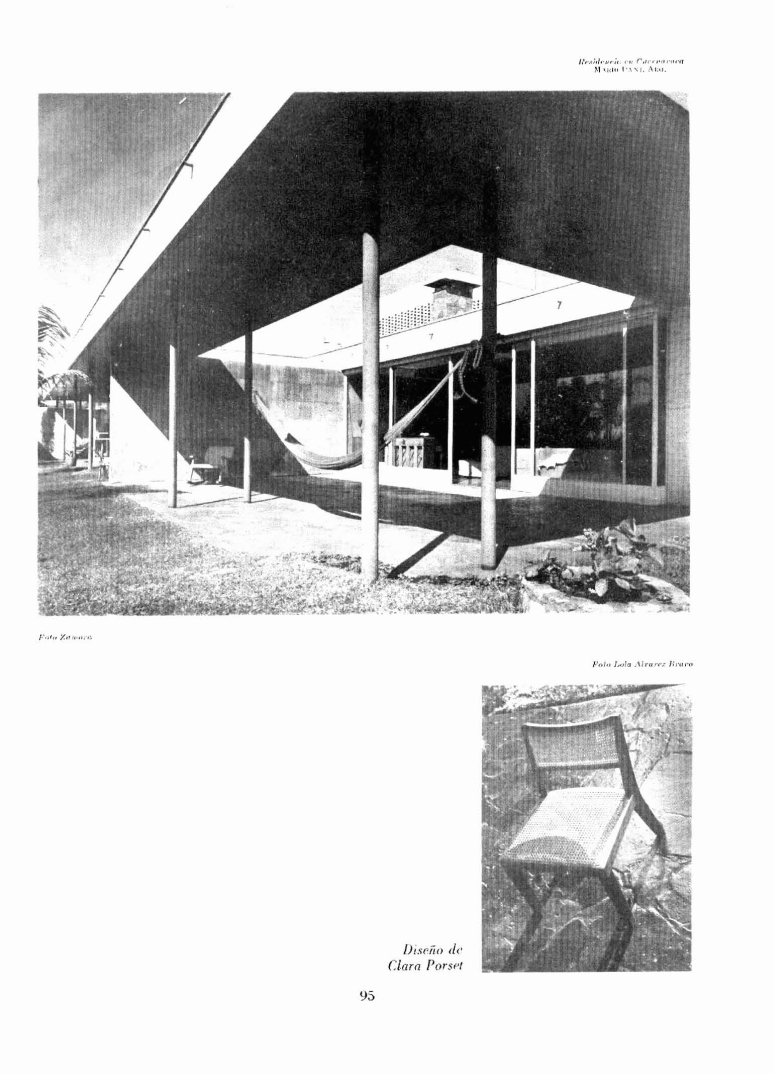
Silla de comedor de madera y mimbre, por la diseñadora Clara Porset para la residencia en Cuernavaca, diseñada por el arquitecto Mario Pani. Revista Arquitectura México 37 p. 95.

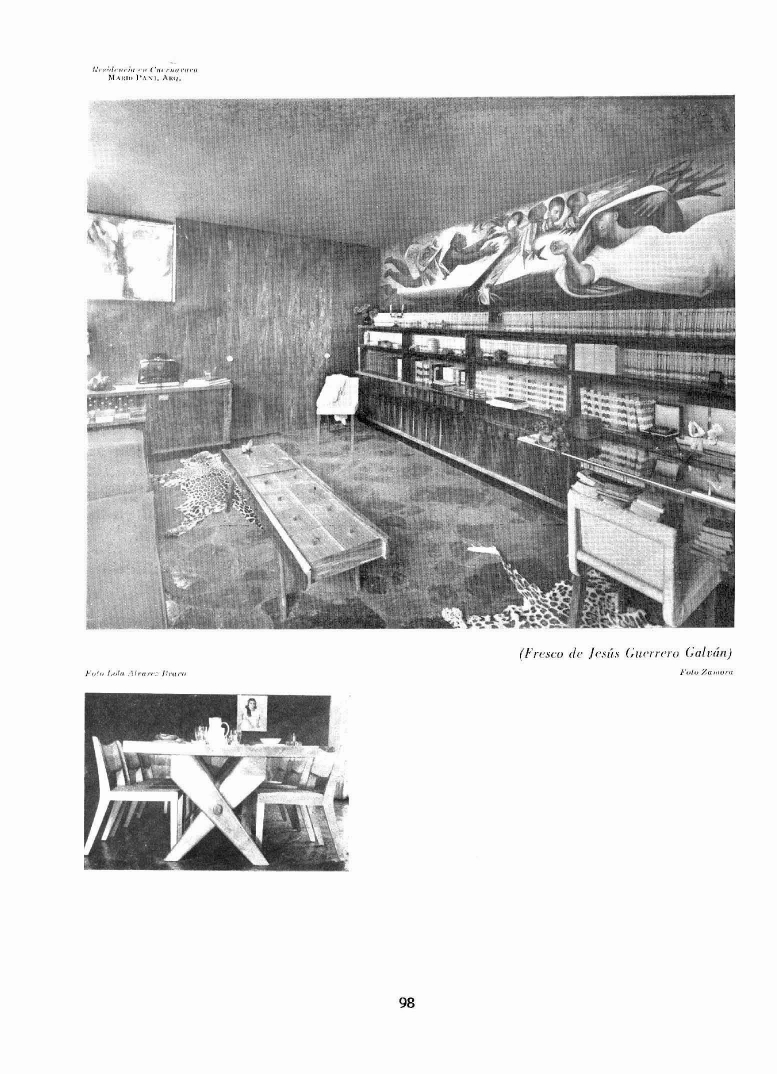
Fresco de Jesús Guerrero Galván en la biblioteca de la residencia en Cuernavaca y muebles de comedor diseñados por Clara Porset. Revista Arquitectura México 37, p. 95

La silla observada en la imagen es parte del mobiliario que Porset diseño para el comedor de la residencia. La estructura de este objeto se compone por 2 patas en sentido vertical al suelo, ensambladas en las esquinas frontales forman ángulos de 90° con los travesaños horizontales que a su vez se unen con las patas posteriores de la silla, estas van desde el suelo y hasta el respaldo del objeto en una sola pieza.
Las patas posteriores, a diferencia de las frontales no guardan una misma relación angular con los travesaños ni con el suelo, la pieza que conforma la pata y el respaldo posterior tiene la forma de una V casi recta, donde el vértice es el ensamble con el travesaño. Si de manera imaginaria se traza una línea vertical en el punto en el que el travesaño y la pata se ensamblan, se aprecia un ángulo de inclinación de alrededor de 15º tanto para la mitad superior que conforma el respaldo, como para la inferior que está en contacto con el suelo, sin embargo, ambas aberturas son hacia el mismo lado de la vertical.
La pieza sigue un corte recto en la primera mitad, pero en el punto donde se une al travesaño, el corte de la madera sigue un cambio en la dirección opuesta. En una cuestión productiva, puede afirmarse que Porset compuso este diseño cuidando que el desperdicio de material fuera mínimo, en una hoja de madera, seguro era posible sacar las patas en V donde el corte de la cara con el ángulo interior, representaba la cara con el ángulo posterior de la siguiente pieza.
Como parte de la estructura horizontal, la imagen en perspectiva también permite observar 2 travesaños que unen las patas posteriores, y proporcionan al respaldo la estructura necesaria para que una persona pueda reclinarse con entera confianza. Indudablemente el travesaño inferior es recto, mientras que el superior situado en la parte más alta de las patas luce curvo.
Para poder distinguir el sentido de la curva, es necesario poner atención en ambas imágenes, mientras que en la perspectiva parece que la curva es un arco con su punto más bajo en la mitad del travesaño, en la vista lateral del objeto esta curva luce como un ligero arqueamiento que tiene por objetivo recibir la espalda del usuario.
En parte la impresión que da la imagen del objeto en perspectiva es más precisa que la vista lateral, sin embargo, de acuerdo con otros muebles diseñados por Porset, se nota un estilo muy particular en el doblado de madera, no resulta complicado considerar la idea de que el travesaño haya sido ligeramente doblado para generar una mejor adaptación a la fisiología del usuario.
El artículo destaca que los muebles fueron fabricados con maderas de extraordinaria belleza, traídas por los dueños desde Yucatán. Por otra parte, señala que el uso de viejos materiales, como el bejuco y el mimbre, estos dos tejidos naturales se adecuan a climas como el de Cuernavaca, que pueden ser cálidos o templados. Para ña diseñadora, la clave de un diseño sumamente brillante siempre estaba consideraba en seleccionar materiales locales que mejor se adaptaran a las condiciones.

### Mobiliario de Guardado
El mobiliario de Clara Porset destacó por su manera de unificar el diseño con las artesanías icónicas de México, el 3 de febrero de 1947 La colección de Porset conformado por 5 objetos fue expuesta en Estados Unidos en Artek Pascoe.
El mobiliario de almacenamiento destaca el uso de cestera tejida de manera jerárquica en las puertas del mobiliario, así como el uso de cedro rojo de aspecto cálido, están equipados con estantes de almacenamiento, así como cajones deslizables para guardar objetos de la cocina, ropa entre otras cosas.

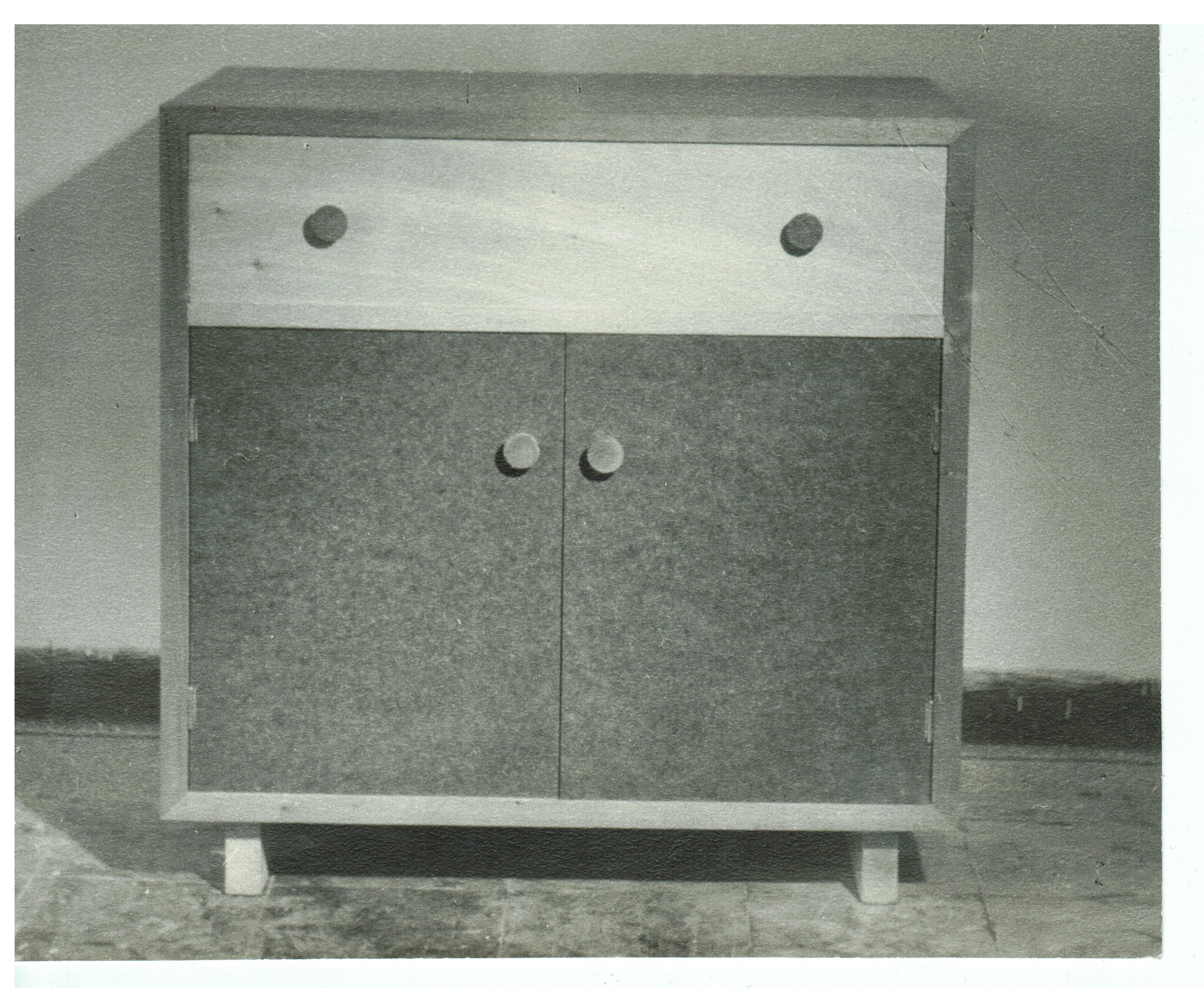
Mobiliario de guardado

La colección fue pensada principalmente para su uso en apartamentos de una sola habitación, que resuelve perfectamente las necesidades dada la demanda que estos espacios requieren, el cedro rojo, así como el uso de la cestería fueron parte de la identidad de diseño en México que resaltó en la exhibición.  

### Muebles Mexicanos en Milán
Importante momento del conjunto mexicano que se exhibió en la 'Undécima Trienal de Milan', en la que México participó por primera vez en 1957, donde se presentaron objetos que figuraron en su obra a finales de la década de los 50. Parte de la esencia de este conjunto de muebles para regiones tropicales, destaca el compromiso y la calidad del trabajo por parte de los artesanos bajo la dirección de la diseñadora, pues fueron muy bien calificados, destacando con un gran interés por ser piezas en extremo originales y absolutamente distintas a todo lo presentado por los demás países y de lo que habitualmente se exhibía en Italia. De esta manera, se mostró el espíritu y el diseño regional que expresaron y transmitieron por su propia personalidad a través de sus materiales y formas, desde el aspecto estético hasta el funcional acorde a su época.

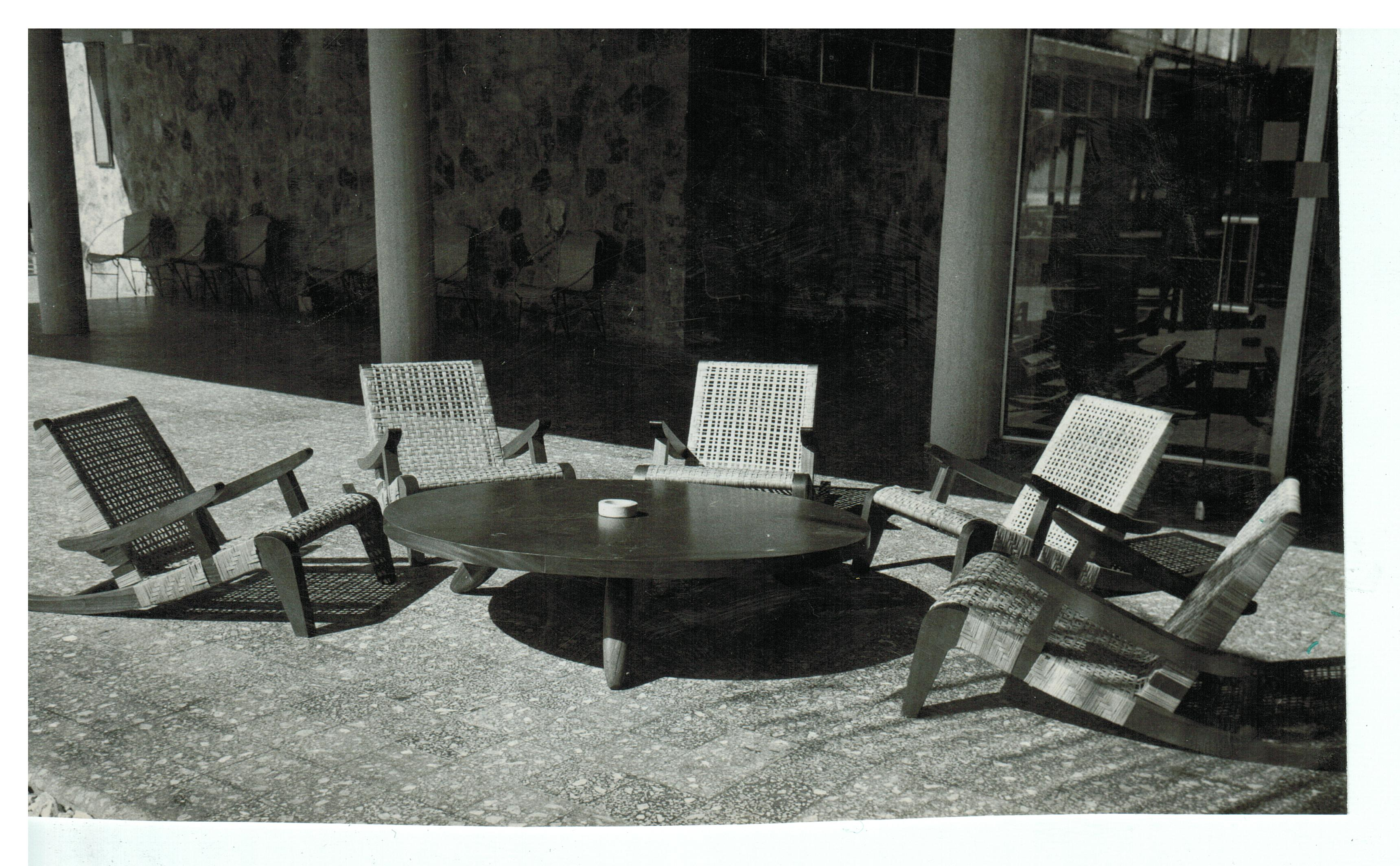
Silla de madera y mimbre. Hotel Pierre Marqués, Acapulco de Juárez, México, 1956.

Porset contribuyó en colaboraciones con arquitectos relevantes del movimiento mexicano modernista en los años 50, con un número significativo de mesas y sillas para jardín, zona de alberca y área lounge para el Hotel Pierre Marqués, Acapulco México. Para el cual, el arquitecto mexicano Luis Barragán, diseñó los jardines en 1956. La manufactura de estos muebles de regiones tropicales fue emprendida por ‘Industrias Ruiz Galindo’ y fabricado por IRGSA, diseño de Clara Porset. Como resultado, se obtuvo un diseño de mobiliario perfectamente adaptado y pensado para sus proyectos donde incluyó hoteles y viviendas. Así mismo, la diseñadora mostró su fuente de inspiración a partir de lo vernáculo. Un hecho aparente que destacó en su totalidad en los muebles de este serie, especialmente como característica significativa del clima tropical mexicano.
En los años 1956 y 1957, Clara Porset mostró el conjunto de muebles de playa con tejido artesano. Una muestra de diversas sillas y camastros, que reflejó la línea del mobiliario, donde se encontró un sillón de playa de gran dimensión, descendiente de la mecedora y del trineo, que se adueñó del espacio y del ambiente exterior con el vigor y la clara arquitectura de sus formas. Los elementos naturales que se encontraron a su alrededor, convivieron con los muebles de descanso dentro de una misma esfera espacial, reanimando su presencia y su estatus en los exteriores, un jardín o una playa. El bambú, como uno de los materiales protagonistas de este conjunto, se mostró con cierta movilidad informal, contrastando con la rígida y estática estructura de madera del asiento. Existieron dos muebles de una misma familia que se complementaron, logrando usarse separadamente para desempeñar la función del descanso. Mostraron un equilibrio, estas piezas, al mismo tiempo que se expresaron con sus formas y materiales.

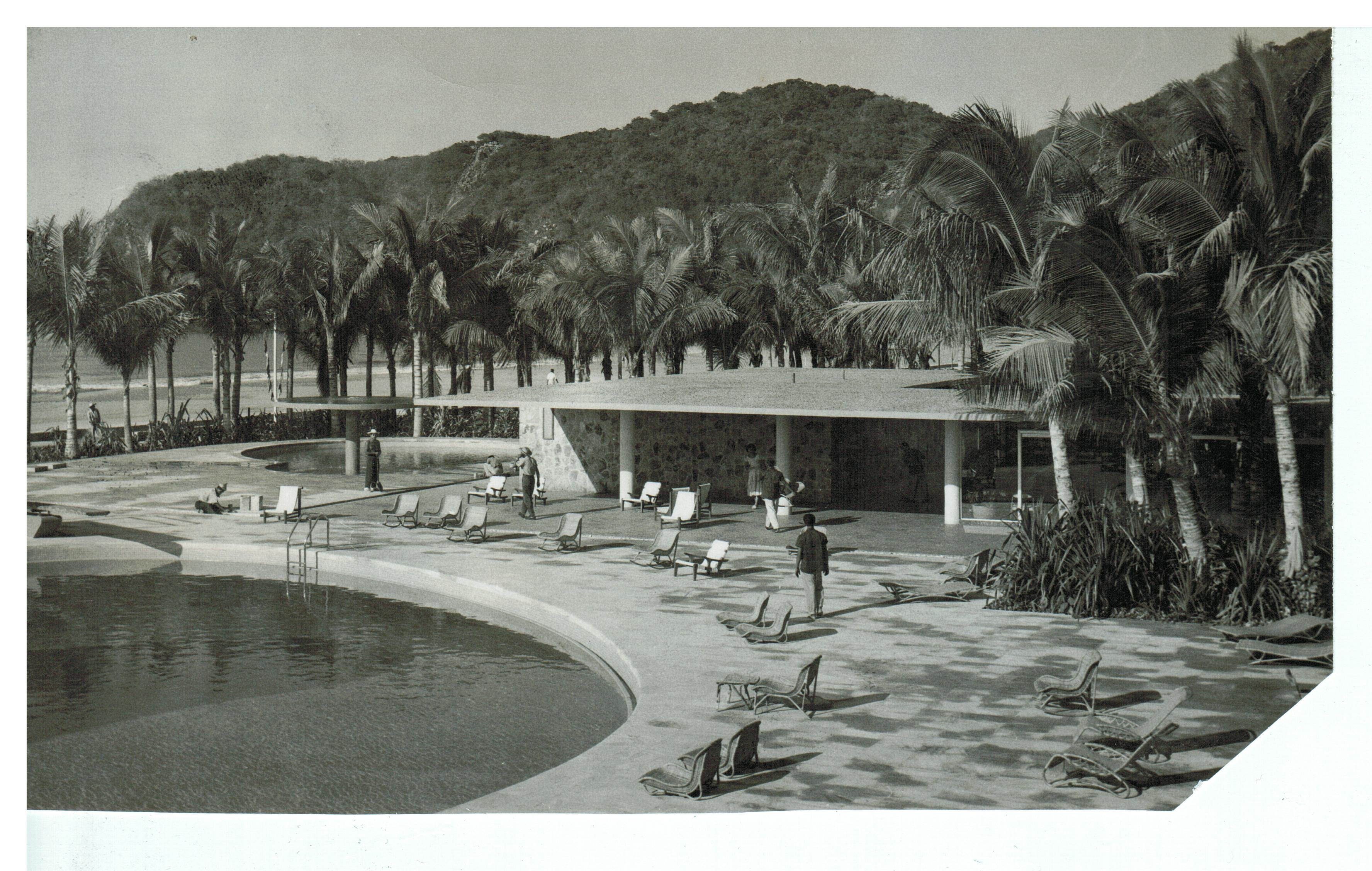
Silla de mimbre con taburete. Ganadora de medalla de plata en la 'Undécima Trienal de Milán, 1957.

Llevaron un ritmo con los elementos de su entorno, como la ondulación del mar, las plantas de formas orgánicas y la ondulación de la arena. Una simple silla con taburete, hecha de mimbre sobre un marco de metal, el cual acentuó su interés en la fabricación artesanal con un diseño muy cuidadoso, fue la galardonada con medalla de plata en la Trienal de Milán. La función del mueble, la forma del cuerpo, el ambiente natural y los materiales de construcción se armonizaron expresivamente en este novedoso mueble para exteriores. La verdadera forma, mostró la cara de una función. Clara Porset optó por una selección de materiales aptos y propicios de la zona y así, convivir con las temperaturas húmedas y calurosas, mismas del lugar. Los muebles brindaron comodidad entre el vínculo de sus materiales con la frescura del aire. Los materiales fueron símbolos de la región y naturalmente adaptados a su aplicación y fabricación. Señaló la variada y enriquecida selección al presentar diseños de un mismo conjunto de muebles, optando siempre por la elección de materiales vernáculos y de la región.

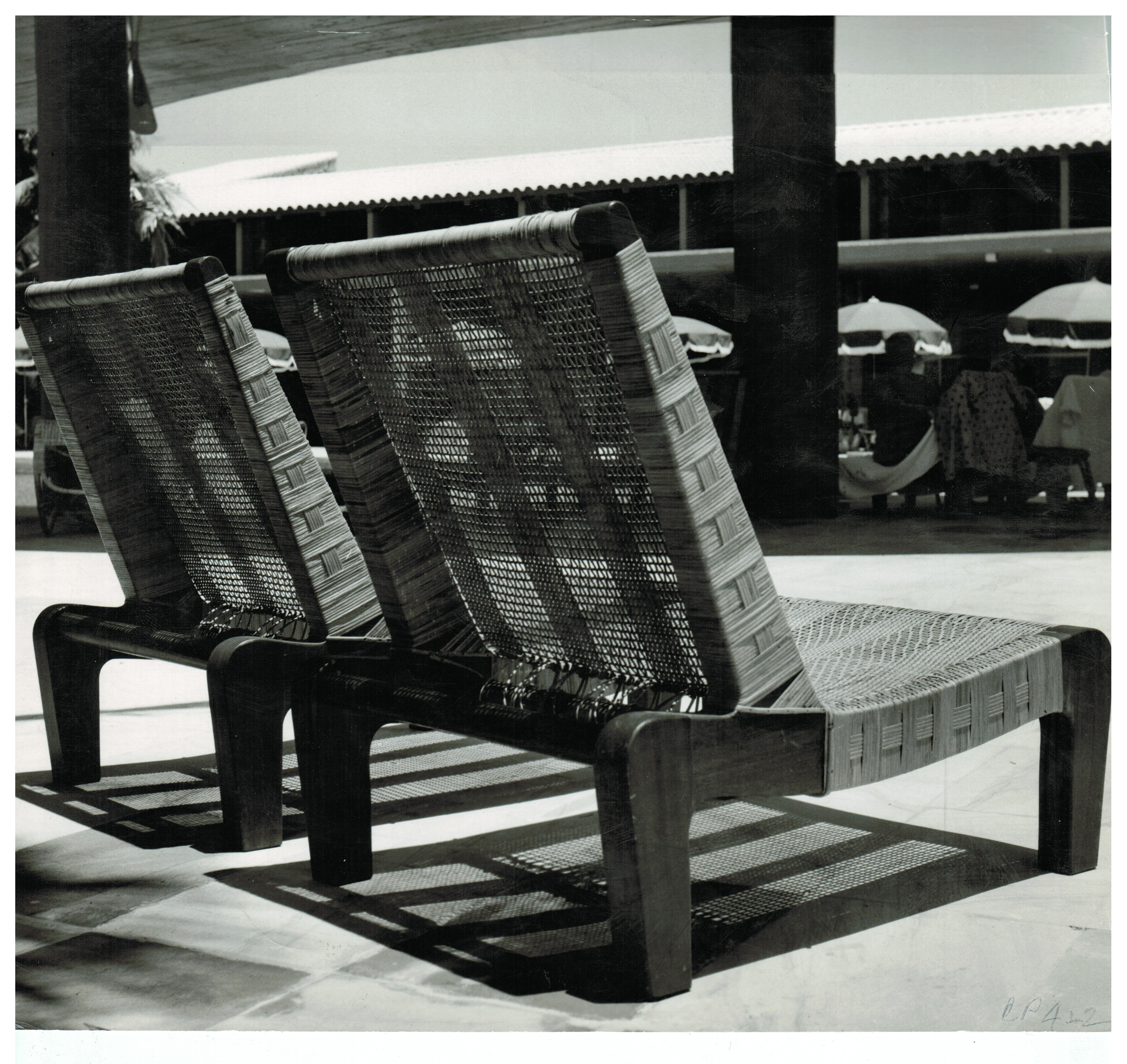
Silla de madera y mimbre.

México pasó por una transición desde el proceso artesanal a procesos industriales en varios campos, incluyendo el de muebles para el hogar, donde el diseño industrial se volvió parte central. Se observa en estos ejemplares, lo importante y productiva, que fue para Clara Porset la conjunción entre el arte y la industria, anteriormente ya proclamada por otros diseñadores. Es por esto, que Clara Porset encontró intrínsecamente la gran importancia de los materiales y cómo fue su relación y su participación dentro de lo que ella llamó el fomento de una industria mexicana. Además, los cambios constantes en la sociedad fueron de su importancia, pues quiso encontrar un balance entre la tradición y la modernidad. Las formas y los materiales evolucionaron en numerosas piezas de muebles que se siguen replicando en la actualidad. Algunas de sus sillas tomaron inspiración del Caribe y de ejemplares mexicanos, aprovechando la diversidad de la madera aserrada y otros elementos naturales como el algodón y el mimbre. En otros casos, el metal llevó un marco, pero siempre en perfecta armonía con elementos orgánicos, que mantuvieron ese estilo y riqueza de sus diseños. La simplicidad fue para ella la principal virtud del diseño Moderno, con comodidad y funcionalidad integradas a la ‘emoción plástica’ como un valor agregado. La idea era volver estos muebles accesibles para todos. Las innovaciones dentro de la tradición apoyaron el modernismo y así al mismo tiempo, pudo ser considerada como una de las pioneras del regionalismo, tomando en cuenta no solo los elementos para la producción de objetos, sino también un completo alcance del diseño de interiores y exteriores, como se muestra en este caso, en respuesta con el mueble.
El diseño para este conjunto, expresó la necesaria intervención de las máquinas que coexistía con la labor artesanal en los distintos tejidos y su misma construcción a través de las envolventes expresadas con líneas rectas y onduladas. Los materiales y sus dimensiones mostraron la adecuación del diseño, que confirmó la capacidad para adaptarse y responder a su contexto.

## Exposiciones
- El arte en la vida diaria. Exposición de objetos de buen diseño hechos en México, 1952[31]
- Clara Porset: Diseño y Pensamiento, 2020[32]